# Prix Octave-Crémazie
Le prix Octave-Crémazie était un prix littéraire québécois. Il a été créé en hommage au poète Octave Crémazie, qui lui prêta son nom entre 1980 et 1993. 
Ce prix récompensait un recueil de poésie et il était attribué lors du Salon international du livre de Québec. Par la suite, le prix littéraire Desjardins de la poésie le remplaça.

## Lauréats
- 1980 - Lili Côté - Ellipse en mémoire
- 1981 - Michelle Proulx - Le Cri durable
- 1982 - Aucun lauréat
- 1983 - Alain Lessard - Comme parfois respire la pierre
- 1984 - Michel Lévesque - Au centre du jeu blanc
- 1985 - Claude Paradis - Stérile Amérique
- 1986 - Christiane Frenette - Indigo nuit
- 1987 - Jacques Ouellet - Qui ose regarder
- 1988 - Hélène Marcotte - Clandestine
- 1989 - Yvan Tremblay - L'Espace heureux
- 1990 - Paul Rousseau - Micro-textes
- 1991 - Mireille Cliche - Jours de cratère
- 1992 - Michel Pleau - Le Corps tombe plus tard
- 1993 - Jean Boisvert - L'indéfinissable poétrique